# جورج هال (سياسي)
جورج هال (بالإنجليزية: George Hall) هو محامي وقاضي وسياسي أمريكي، ولد في 12 مايو 1770 في تشيشاير في الولايات المتحدة، وتوفي في 20 مارس 1840. انتخب عضو جمعية ولاية نيويورك وانتخب عضو مجلس النواب الأمريكي.